# یوما (فیلم ۲۰۱۲)
یوما (به لهستانی: Yuma) یک فیلم اکشن لهستانی-چکی است که در سال ۲۰۱۲ منتشر شد.

## گزیدهٔ بازیگران
- یاکوب گیرشائو
- یاکوب کامینسکی
- توماش کُت
- کاتاژینا فیگورا
- کارولینا خاپکو
- هلنا سویتسکا
- یژی شیبال
- کاژیمیش مازور
- توماش شوخارت
- زبیگنیف استرئی
- پشمیسواف بلوشچ